# Вильнёв (Эн)
Вильнёв (фр. Villeneuve) — коммуна во Франции, находится в регионе Рона — Альпы. Департамент — Эн. Входит в состав кантона Сен-Тривье-сюр-Муаньян. Округ коммуны — Бурк-ан-Брес.
Код INSEE коммуны — 01446.

## География
Коммуна расположена приблизительно в 370 км к юго-востоку от Парижа, в 30 км севернее Лиона, в 37 км к юго-западу от Бурк-ан-Бреса.

## Климат
Климат полуконтинентальный с холодной зимой и тёплым летом. Дожди бывают нечасто, в основном летом.

## Население
Население коммуны на 2010 год составляло 1383 человека.
| 1962 | 1968 | 1975 | 1982 | 1990 | 1999 | 2010 |
| ---- | ---- | ---- | ---- | ---- | ---- | ---- |
| 746  | 689  | 630  | 733  | 845  | 939  | 1383 |

## Администрация
| Период | Период | Фамилия      | Партия                                                    | Примечания                                   |
| ------ | ------ | ------------ | --------------------------------------------------------- | -------------------------------------------- |
| 1945   | 1971   | Антонен Живр | Народно-республиканское движение → Центристские демократы | член генерального совета кантона (1951—1976) |
| 1971   | 1995   | Жан Шаньё    |                                                           |                                              |
| 1995   | 2020   | Реймон Мусси | Разные правые                                             |                                              |

## Экономика
В 2010 году среди 891 человека трудоспособного возраста (15—64 лет) 729 были экономически активными, 162 — неактивными (показатель активности — 81,8 %, в 1999 году было 75,6 %). Из 729 активных жителей работали 695 человек (385 мужчин и 310 женщин), безработных было 34 (7 мужчин и 27 женщин). Среди 162 неактивных 65 человек были учениками или студентами, 54 — пенсионерами, 43 были неактивными по другим причинам.

## Достопримечательности
- Крепость Вийон[фр.] (XIV век). Исторический памятник с 1992 года[4]
- Церковь Св. Марии Магдалины (XIX век)

## Фотогалерея
- Вильнёв
- Церковь Св. Марии Магдалины
- Крепость Вийон
- Мэрия
- Военный мемориал
- Памятник на месте расстрела 19-ти членов движения Сопротивления